# Медовичка червоногорла
Медови́чка червоногорла (Myzomela eques) — вид горобцеподібних птахів родини медолюбових (Meliphagidae). Мешкає на Новій Гвінеї та на сусідніх островах. 

## Підвиди
Виділяють чотири підвиди:
- M. e. eques (Lesson, R & Garnot, 1827) — північний захід Нової Гвінеї і острови Західного Папуа;
- M. e. primitiva Stresemann & Paludan, 1932 — північ Нової Гвінеї;
- M. e. nymani Rothschild & Hartert, E, 1903 — південь і схід Нової Гвінеї;
- M. e. karimuiensis Diamond, 1967 — Карімуї (гори на сході Нової Гвінеї).

## Поширення і екологія
Червоногорлі медовички живуть у вологих рівнинних тропічних лісах.